# HC Klaipėda Dragūnas
Maillots
Le HC Klaipėda Dragūnas est un club de handball, situé à Klaipėda en Lituanie. Le club participe au Championnat de Lituanie et à la Ligue balte de handball.

## Palmarès
- Championnat de Lituanie (9) : 2010, 2011, 2012, 2013, 2014, 2015, 2017, 2018, 2019

## Personnalités liées au club
- Jonas Truchanovičius : formé au club, joueur jusqu'en 2015